# Купер, Шарлотта
Шарлотта Рейнгл Купер (англ. Charlotte Reinagle Cooper; 22 сентября 1870, Лондон — 10 октября 1966, Хеленсборо) — британская теннисистка, первая в истории чемпионка Олимпийских игр в женской дисциплине (в смешанной дисциплине первой чемпионкой является Элен де Пуртале, выигравшая соревнования по парусному спорту в составе команды швейцарской яхты) и пятикратная победительница Уимблдонского турнира.

## Уимблдонский турнир
Купер выигрывала пять соревнований и шесть раз доходила до финала:
- Одиночный разряд — победа (1895[англ.], 1896[англ.], 1898[англ.], 1901[англ.], 1908[англ.]); финал (1897[англ.], 1899[англ.], 1900[англ.], 1902[англ.], 1904[англ.], 1912[англ.])[2]
- Парный разряд — финал (1913)[3]

## Летние Олимпийские игры 1900
На Играх 1900 в Париже Купер соревновалась в двух турнирах — одиночном и смешанном парном. В первом состязании она стала победительницей, обыграв в финале француженку Элен Прево. Во втором, в паре с британцем Реджинальдом Дохерти, она снова выиграла золотую награду, став уже двукратной чемпионкой Игр.

## Выступления на турнирах

### Финалы Уимблдонского турнира

#### Одиночный разряд: 11 финалов (5 побед — 6 поражений)
| Результат | №  | Год  | Турнир   | Соперница            | Счёт          |
| Победа    | 1. | 1895 | Уимблдон | Хелен Джексон        | 7-5, 8-6      |
| Победа    | 2. | 1896 | Уимблдон | Элис Пикеринг        | 6-2, 6-3      |
| Поражение | 1. | 1897 | Уимблдон | Бланш Бингли-Гильярд | 7-5, 5-7, 2-6 |
| Победа    | 3. | 1898 | Уимблдон | Луиза Мартин         | 6-4, 6-4      |
| Поражение | 2. | 1899 | Уимблдон | Бланш Бингли-Гильярд | 2-6, 3-6      |
| Поражение | 3. | 1900 | Уимблдон | Бланш Бингли-Гильярд | 6-4, 4-6, 4-6 |
| Победа    | 4. | 1901 | Уимблдон | Бланш Бингли-Гильярд | 6-2, 6-2      |
| Поражение | 4. | 1902 | Уимблдон | Мюриэл Робб          | 5-7, 1-6      |
| Поражение | 5. | 1904 | Уимблдон | Доротея Дугласс      | 0-6, 3-6      |
| Победа    | 5. | 1908 | Уимблдон | Агата Мортон         | 6-4, 6-4      |
| Поражение | 6. | 1912 | Уимблдон | Этель Ларкомб        | 3-6, 1-6      |

#### Парный разряд: 1 финал (1 поражение)
| Результат | №  | Год  | Турнир   | Партнёрша               | Соперницы                   | Счёт             |
| Поражение | 1. | 1913 | Уимблдон | Доротея Ламберт-Чамберс | Уинифред Макнейр Дора Бутби | 6-4, 4-2 — отказ |

### Олимпийские игры

#### Одиночный разряд: 1 финал (1 победа)
| Результат | №  | Год  | Турнир         | Соперница  | Счёт     |
| Победа    | 1. | 1900 | Париж, Франция | Элен Прево | 6-1, 6-4 |

#### Смешанный парный разряд: 1 финал (1 победа)
| Результат | №  | Год  | Турнир         | Партнёр            | Соперники                 | Счёт     |
| Победа    | 1. | 1900 | Париж, Франция | Реджинальд Дохерти | Элен Прево Гарольд Махони | 6-2, 6-4 |